# آی.بی.آی (گروه موسیقی)
آی. بی. ای (به انگلیسی: I.B.I) گروه موسیقی کره‌ای بود